# 111. zračnoobrambna artilerijska brigada (ZDA)
111. zračnoobrambna artilerijska brigada (angleško 111th Air Defense Artillery Brigade) je bila zračnoobrambna artilerijska brigada Kopenske vojske Združenih držav Amerike.

## Odlikovanja
- Predsedniška omemba enote
- Predsedniška omemba enote